# Зидер, Гейнц
Гейнц Зидер (нем. Heinz Sieder; 28 июня 1920, Мюнхен — 20 августа 1944, Бискайский залив) — немецкий офицер-подводник, обер-лейтенант (1 апреля 1943 года).

## Биография
1 июня 1939 года поступил на флот кадетом.

## Вторая мировая война
1 апреля 1941 года произведен в лейтенанты. Служил на линейном корабле «Шарнхорст», участвовал в 2 боевых походах в Атлантику.
В апреле 1941 года переведён в подводный флот. Служил вахтенным офицером на учебной подлодке в составе 26-й флотилии. С января 1942 года — 1-й вахтенный офицер на подлодке U-440, на которой принял участие в 4 походах.
17 июня 1943 года назначен командиром подлодки U-984 (Тип VII-C), на которой совершил 4 похода (проведя в море в общей сложности 99 суток) в Ла-Манш и Атлантику. В июне 1944 года повредил британский эсминец и 4 американских торговых судна.
8 июля 1944 года награждён Рыцарским крестом Железного креста.
20 августа 1944 года его лодка была потоплена западнее Бреста канадскими эсминцами HMCS «Ottawa», «Kootenay» и «Chaudiere». Весь экипаж (45 человек) погиб.
Всего за время военных действий Зидер потопил 4 судна общим водоизмещением 22 850 брт и повредил 1 судно водоизмещением 7240 брт.